# Стрілецьке сільське поселення (Ядринський район)
Стріле́цьке сільське поселення (чув. Стрелецкая ял тăрăхĕ, рос. Стрелецкое сельское поселение) — муніципальне утворення у складі Ядринського району Чувашії, Росія. Адміністративний центр — присілок Стрілецька.

## Склад
До складу поселення входять такі населені пункти:
| Населений пункт      | Населення, осіб (2010) |
| -------------------- | ---------------------- |
| Полянки, село        | 301                    |
| Стрілецька, присілок | 700                    |